# لويسيا
بلدية لويسيا (بالإسبانية: Luesia) هي بلدية تقع في مقاطعة سرقسطة التابعة لمنطقة أراغون شمال شرق إسبانيا.

## الديموغرافيا
بلغ عدد سكان بلدية لويسيا 401 نسمة عام 2011 (وفقاً للمعهد الوطني الإسباني للإحصاء).
| 440 | 413 | 427 | 376 | 416 | 377 | 401 |